# レオノール・フィニ

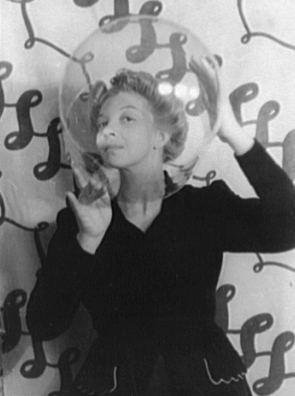
Leonor Fini

レオノール・フィニ（Leonor Fini、1907年8月30日、ブエノスアイレス - 1996年1月18日、パリ）は、アルゼンチン人の画家。
イタリア系アルゼンチン人。

## 経歴

### トリエステ時代
ブエノスアイレスにてドイツ、スロヴェニア、ヴェネツィアの血をひくトリエステ出身の母とスペインとイタリアの血をひくアルゼンチン人の父との間に生まれた。レオノールが１歳の誕生日を迎える前に母は夫のもとを去り、現イタリアのトリエステにある実家に娘を連れて帰った。レオノールの父はあらゆる手段を講じて彼女を取り戻そうとし、誘拐までも試みた。レオノールを守るため一時期一家はフリウーリ地方の小村に避難し、家族全員が変装して身を隠した。レオノールは少年に変装させられた。父親と母親の家族の間で幼いレオノールを巡って裁判による戦いが繰り広げられた。母の実家ブラウン家の長男である伯父は進歩主義的弁護士であり、作家イタロ・ズヴェーヴォや詩人ウンベルト・サーバの友人であり、トリエステで『ユリシーズ』執筆中のジェイムズ・ジョイスとも知己であった。当時オーストリア＝ハンガリー帝国の港町として繁栄した自由な雰囲気の国際都市トリエステは、むしろ文化的にはドイツ・ロマン派の影響の強い中央ヨーロッパ圏に属していた。レオノールは、そうした環境で強い自己意識と感受性を持つ早熟な少女に育ち、イタリアの中でもいち早くトリエステで紹介されていたフロイトの著作も読んでいたという。幼い時から絵が好きでスケッチや落書きに熱中し、アール・ブリュット的な試みも行っているが、短期間エドモンド・パッサウロに手ほどきを受けた他は専門の美術教育は受けていない。17歳頃から油絵を描き始め、1924年には友人アルトゥーロ・ナタンらとトリエステでグループ展に参加する。そこでミラノ在住のある大臣の家族の肖像を描くという初めての注文を受けた。

### ミラノ時代
1925年頃にトリエステを離れミラノに行った。そこではジョルジョ・デ・キリコ、カルロ・カッラ、アルトゥーロ・トージらと出会っている。ノヴェチェント・イタリアーノ派の中心人物でのちにブレラ国立美術学校で教鞭を取るフェッラーラ出身の画家アキッレ・フーニとは、親密な関係にあり同居もしていた。ミラノ時代にフィニはミラノ画廊での個展の他、ノヴェチェント・イタリアーノ展、ヴェネツィア・ビエンナーレ、ミラノ・トリエンナーレ、ローマ・クワドリエンナーレ、「パリのイタリア人」展などにイタリア式のレオノーラ・フィニの名で参加している。この時代にイタリア絵画の古典的伝統に触れ、ロンバルディア派、フェラーラ派の絵画、マニエリスムの絵画に親しんだ。
　

### パリ時代
1931年に移り住んだパリで彼女は、ポール・エリュアール、マックス・エルンスト、ジョルジュ・バタイユ、アンリ・カルティエ＝ブレッソン、ピカソ、アンドレ・ピエール・ド・マンディアルグら多くの芸術家と知り合った。ピエール・ド・マンディアルグとカルティエ＝ブレッソンとは、共にヨーロッパ中を自動車で旅行した（その年にカルティエ＝ブレッソンが撮ったプールサイドでの彼女のヌードは、2007年に30万5000ドルで売られ、彼のその時期の単体作品としてはオークションでの最高額を記録している）。
デ・キリコやエリュアールは1936年ニューヨークのジュリアン・レヴィ画廊でのフィニの個展のカタログに、紹介文や詩を寄せている。1936年から37年にかけてパリで噂のカップルの相手であったエルンストは1960年のロンドンのキャプラン画廊でのフィニの展覧会カタログの序文に彼女への賛辞を送っている。1950年までフィニの恋人であったピエール・ド・マンディアルグは1949年に仮面を被ったフィニの写真を掲載したフィニへのオマージュ『レオノールの仮面』を出版している。フィニと知り合ったシュルレアリストたちの多くがフィニへの賛辞を惜しまないが、フィニ自身はその運動に属したことはなく、シュルレアリストたちが開いた扉を自分は思春期に既に倒していたと言っている。彼女はどのようなグループにも「所属」することを嫌ったが、特にブルトンに顕著に見られるように、女性芸術家を芸術家として認めるのではなく「ミューズ」として崇めるという、シュルレアリスム運動における女性の自律性の否認という矛盾を見抜いていた。
最初のパリ滞在時、フィニはダリらと同様に、ココ・シャネルと名声を競ったローマ生まれのデザイナー、エルザ・スキャパレッリにアクセサリーや服のデザインを売っていたが、彼女がボトルをデザインした香水「ショッキング」はハウス・オブ・スキャパレッリでもっとも良く売れた。
　

### 戦時中
1938年おそらくミラノの貴族からの肖像画の注文を受け、何ヶ月かをミラノで過ごした。1939年にはレオ・キャステッリのパリの画廊でシュルレアリストたちと家具の展覧会を企画した。夏はサン・マルタン・ダルデシュではエルンストとレオノーラ・キャリントンや多くの友人と滞在し、のちアルカションではダリとガラ夫妻の近くにピエール・ド・マンディアルグと家を借りた。この時期、シュルレアリストたちも離散しており、むしろフィニはジャン・コクトーらと近しい関係にあった。コクトーはのち1951年のヴェネツィアでの個展に序文を寄せている。ニースを経て1940年に移ったモンテ・カルロでは貴族から肖像画の注文を受け、そののちもフィニはジャン・ジュネ、アンナ・マニャーニ、ジャック・オーディベルティ、アリダ・ヴァリ、ルキノ・ヴィスコンティ、シュザンヌ・フロン、その他数多くの友人や注文による肖像画を1950年代まで描いたが、たとえ仕事としての肖像制作であってもモデルとなる人物を厳選したという。
　

### ローマ時代
連合軍によるローマ解放に伴い、1942年にモンテ・カルロで知り合ったイタリア大使館員のスタニスラオ・レプリと共に1943から44年にかけグロッセートに近いジーリオ島で、1944年から46年をローマで過ごす。ここでフィニは「形而上絵画（メタフィジカ）」の理論的強化に努めたデ・キリコの弟アルベルト・サヴィニオや、ローマ幻想派を代表する画家ファブリツィオ・クレリチと親交を持つ。その他作家エルザ・モランテ・カルロ・レーヴィ、マリオ・プラーツ、アルベルト・モラヴィアなどの作家たちとの交流があった。1945年にローマで出版されたフィニの本にはパリ時代から親しいエリュアール、ジョルジュ・ユニエと共にサヴィニオ、プラーツ、モラヴィアらが文章を寄せている。アンナ・マニャーニはフィニのアトリエのある同じ建物に住んでいたが、二人は猫を愛するという共通点もありすぐに親しくなった。当時モラヴィアの妻であったやはり猫を愛するエルサ・モランテをフィニに紹介したのもマニャーニであった。短い期間ではあったがフィニがローマやイタリアの文化界、絵画界、特にローマ幻想派に与えた影響は大きい。戦後フィニの作品を知りつねづね知己になりたいと思っていたフェリーニは、のち1960年代末にクレリチを通してその願いを叶えた。フィニとフェリーニはエドガー・アラン・ポーへの傾倒、ペトロニウスの『サテュリコン』を題材とした作品、猫好きなどで共通する。フェリーニが『そして船は行く』に登場させるサイはレプリの絵にインスピレーションを得たともいわれている（レプリは多くのサイの絵を描いた）。1990年代、病気で思うように制作ができないことをフェリーニが悩んでいた時期、フィニが書いた手紙に大いに励まされたという。
フィニがバレエやオペラの衣装やセットなどの舞台芸術の仕事を始めたのもローマ滞在中であり、これは1970年頃まで続けられた。肖像画同様、舞台の仕事も自分の好きな作家や作品だけを選んだが、その中には、若きマーゴット・フォンテーンを起用したローラン・プティのバレエ『夜の淑女たち』の初演も含まれている。1949年ローラン・プティはフィニの原案に基づくバレエ『レオノールの夢』を上演した。さらにレナート・カステッラーニ監督『ロミオとジュリエット』（1954年）および18歳のアンジェリカ・ヒューストンとモーシェ・ダヤンの息子アサフを起用したジョン・ヒューストン監督『愛と死の果てるまで』（1968年）の2本の映画の衣装もデザインした。当時ヒューストンの映画の助監督であったリチャード・オーヴァーストリートとの友情はその後も続き、現在彼はフィニの相続人の一人としてフィニの住んでいたパリのアパルトマンでレオノール・フィニのアーカイヴを運営している。
　

### 再びパリへ
1947年再びパリに戻り、ピエール・ド・マンディアルグ、レプリやその他の友人たちと共同生活を営んだ。フィニは一夫一婦制に縛られることのない自由な愛の形を選び（1941年にフェデリーコ・ヴェネツィアーニと結婚したが、それはまもなく破綻した）、しばしば複数の仲間とコミューン的な生活を営んでいる。その中でも特にスタニスラオ・レプリとポーランド人作家コンスタンティン・ジェレンスキーとは1980年のレプリの死と1987年のジェレンスキーの死まで共に暮らした。レプリは外交官であった頃、フィニに勧められて再び絵筆を取り、1949年にはブリュッセル総領事の職を捨てフィニと共に暮らし始め画家となった。ジェレンスキーは1951年にローマでフィニと知り合い、当時勤務していた国連の世界食料機構（FAO）の仕事を捨てパリでフィニらと共に暮らすことを選んだ。フィニは『レプリとジェレンスキーの三人で暮らした日々が生涯で最も美しい日々だった』と回想している。フィニは1996年に肺炎によりパリの病院で88年の生涯の幕を閉じたが、のちに望み通り別荘のあったロワール河畔の小村の墓地に、レプリとジェレンスキーと共に埋葬された。
文学を愛するフィニは100を越える本に挿絵を提供した。シェイクスピアやボードレール、ネルヴァルの『オーレリア』ペトロニウスの『サテュリコン』、サド侯爵の『ジュリエット』、ポーリーヌ・レアージュの『O嬢の物語』の他、友人たちの小説や詩のためにも挿絵も描いた。フィニは自分自身でも1970年代に小説を書いている。短編小説『ヴィブリッサの物語』、長編小説『ムールムール　毛の生えた子供たちのための物語』『オネイロポンプ（夢先案内人）』（邦題『夢先案内猫）』『ロゴメレック』である。
幼い頃から猫はフィニの特別な友人だった。たくさんの猫と共に暮らし、多いときには23匹いたともいう。ジェレンスキーは、フィニは大いなる生命の流れであり、猫たちはその大いなる生命の流れの一部であると言っている。フィニは猫たちの写真や自身の文章による本『猫の鏡』や『アトリエの猫』も出している。ロワール地方の別荘に行くときには大型のリムジンに猫たちを乗せて移動したという。

## フィニの作品世界
フィニの作品世界は、そのエロティックな幻想性においてシュルレアリスムとの類似をしばしば指摘されるが、実はきわめて多くの古典的作品にその着想源を持っている。ピエロ・デッラ・フランチェスカ、フェラーラ派、マニエリズム絵画、そしてラファエル前派など。その他フュースリー、ウィリアム・ブレイクなど北方の画家たちとも多くの主題を共有する。
彼女の絵の多くは、挑発的にこちらを見据える強く美しい女性を描いている（その多くは彼女自身と同一視されるが、他の女性を描く場合にもそれは共通している）。一方、多くの男性像は目を伏せ、あるいはまどろみの中にあり、受動的で男性的権威をまったく感じさせないものが多い。たとえば男性の肖像画の多くがそうであるように、ジャン・ジュネの肖像も困惑したような瞳に深い憂いをたたえている。
コクトーやアルベルト・サヴィニオが彼女に捧げた文章中で述べているように、フィニの作品は植物・動物・人間といった種を越えた混交（ハイブリッド）や変身（メタモルフォーズ）、現世と異界間の越境などが特徴的である。また彼女の作品には分身やダブル・イメージが頻繁に登場するが、これも混交（ハイブリッド）のテーマ同様、幾つもの顔を持つ自己充足的な主体としての女を描くものと考えられる。フィニは「スフィンクスの画家」としてつとに有名であるが、スフィンクスのように混交（ハイブリッド）的な存在、多くの相貌を持つ存在は、フィニそのものである。
1950年代には儀式やイニシエーションの中で、巫女や女司祭のような女性たちが多く描かれる。魔女、残忍な女の姿もフィニの作品にはこと欠かない。1957年ヴァカンスで毎年訪れるコルシカでダイヴィングの楽しみを発見してから、すべらかな表面からざらざらとした表面へとテクニックが変化した時期は「鉱物の時代」と呼ばれる。同じコルシカで1964年住居としていた修道院の前に花を植えた頃から、花々やパステルカラーの明るい色彩や少女たちを描く「明るい時代」が始まる。一見したところ花に包まれた無垢な少女たちの世界を描いているように見えるこれらの作品には批判も多かったが、フィニによればそこには「儀式」や「神話」が描かれ、実は明るさとは裏腹にアイロニーに満ちているのである。この時期、子供たちの遊戯に潜むエロスや残酷さも描く一連の絵が制作された。
1980年代には、互いを拘束し合う女たちを描く一連の作品、猫を思わせる四つん這いで歩く擬人化された存在、ユーモラスともグロテスクとも言える演劇的シーン、グワッシュの「顔」のシリーズなどを描いた。トリエステで思春期にモルグに通い詰め死体を観察したフィニは、エロスとタナトスの狭間にある美しい死体を描いてきた。人物は時にその美しい白い骨を露出し、動物の頭蓋骨や骨は再生のシンボルのように描かれた。しかし1990年以降、フィニの絵に登場する奇怪でグロテスクな姿の異界の存在は、ひっそりと忍び寄る死をかつてのように甘美な姿ではなく、よりアイロカルに描いたものかもしれない。
あらゆるもののヒエラルキーを打ち砕こうとしたフィニにとっては舞台芸術も、小説も仮面作りもすべてが自己表現の手段であった。奴隷のようにたった一つのことをやるのは性に合わないとフィニは言っており、絵画作品のテクニックもエッチング・デッサン・水彩・油彩など様々なジャンルにまたがっている。幼い時にノートを落書きで満たしたように、電話をかけながらカラー・マーカーで住所録の余白を色とりどりの猫やオブジェで埋めていたという。フィニ自身の言葉によると、彼女が描く絵はすべて、自己確認のための魔法の自伝であり、遊びの感覚に満ちたものなのだ。